# ТЕЦ IRPC Clean Power
12°40′31″ пн. ш. 101°19′32″ сх. д. / 12.67528° пн. ш. 101.32556° сх. д.
ТЕЦ IRPC Clean Power – електростанція, споруджена поблизу тайської індустріальної зони Районг.
Ще в 1982 році у районі Районг почався розвиток виробничого майданчику, який станом на початок 2010-х років належав компанії Integrated Refinery & Petrochemical Complex (IRPC) та містив великий нафтопереробний завод (третій за потужністю в країні із показником у 215 тисяч барелів на добу – понад 10 млн тон на рік), установку парового крекінгу та інші численні нафтохімічні виробництва. Цей комплекс має власне енергетичне господарство, зокрема, введену у 2011-м нову ТЕЦ потужністю 220 МВт. Втім, в середині 2010-х IRPC та державний нафтогазовий концерн PTT (діяв через дочірню Global Power Synergy Public Company Limited) вирішили спорудити поряд з індустріальною зоною Районг ще одну ТЕЦ, при цьому розподіл участь в проекті становив 49% та 51% відповідною.
У 2015 році майданчику станції IRPC Clean Power стала до ладу одна газову турбіна потужністю 45 МВт. У 2017-му ввели в дію ще три такі ж турбіни та дві парові турбіни, що дало змогу створити два парогазові блоки комбінованого циклу потужністю по 120 МВт, в кожному з яких дві газові турбіни живлять через відповідну кількість котлів-утилізаторів одну парову турбіну.
Три чверті потужності продали державному електроенергетичному концерну EGAT, тоді як IRPC уклала угоду на викуп 60 МВт. Окрім того, IRPC повністю викуповує вироблену ТЕЦ технологічну пару в обсягах від 180 до 300 тон на годину (окрім котлів-утилізаторів продуктивністю по 70 тон на годину пару може виробляти допоміжний котел із показником 100 тон на годину, який став до ладу в 2016 році). 
В 2022 році почалось будівництво третього парогазового блоку потужністю 70 МВт, який також постачатиме 70 тон технологічної пари на годину. Введення цього об’єкту в експлуатацію планується на 2024 рік.
Подача блакитного палива до індустріальної зони Районг відбувається із розташованого дещо західніше газопереробного заводу Районг, що працює із продукцією офшорних родовищ Сіамської затоки (також у цьому районі з 2011-го діє термінал для імпорту ЗПГ Мап-Та-Пхут).
Видача продукції відбувається по ЛЕП, розрахованій на роботу під напругою 115 кВ.